# Малый Куньяк
Малый Куньяк — река в России, протекает по Тюменской области. Устье реки находится в 332 км по левому берегу реки Демьянка. Длина реки составляет 63 км. Площадь водосборного бассейна — 249 км².

## Данные водного реестра
По данным государственного водного реестра России относится к Иртышскому бассейновому округу, водохозяйственный участок реки — Иртыш от впадения реки Тобол до города Ханты-Мансийск (выше), без реки Конда, речной подбассейн реки — бассейны притоков Иртыша от Тобола до Оби. Речной бассейн реки — Иртыш.